# Vortex Media
Vortex Media foi uma publicação jornalística online brasileira sediada em Brasília e São Paulo. Foi lançada em outubro de 2019 pelo jornalista Diego Escosteguy, e tinha como foco a cobertura da política do Brasil e do Poder Judiciário do Brasil. Inicialmente, o site contou com equipe de 23 jornalistas distribuídos pelas editorias de política, justiça e Jornalismo de dados. No entanto, em dezembro de 2019, alegando quebra de contrato de investidores, a sucursal de São Paulo foi encerrada. A sucursal em Brasília foi fechada pouco tempo depois.

## Linha Editorial
O Vortex definia-se como "um veículo que pretende elevar nosso jornalismo para que nosso jornalismo possa elevar nossa democracia", aliando a tradição do jornalismo do Século XX às novas tecnologias digitais de informação e comunicação. Para tal, o portal publicava apenas reportagens exclusivas e originais ("furos"), que fossem "relevantes, profundas e de interesse público". 

## Reportagens de impacto
1. Em outubro de 2019, o site revelou pela primeira vez na imprensa mundial que o Partido Social Liberal operou uma espécie de "caixa oculto" para pagar despesas da campanha presidencial de Jair Bolsonaro em 2018[6], com indícios de R$ 900 mil gastos por fora da contabilidade oficial da campanha. A reportagem repercutiu em veículos como o Universo Online[7] e Internet Group[8], levando o Tribunal Superior Eleitoral a examinar uma possível auditoria sobre as notas fiscais da campanha do atual presidente da república.
2. Reportagem do portal revelou que uma comitiva da convenção anti-suborno da Organização para a Cooperação e Desenvolvimento Econômico visitaria o Brasil para avaliar retrocessos promovidos pelo Poder Judiciário do Brasil no combate à corrupção[9]. A matéria foi citada pelo ministro Luís Roberto Barroso em seu voto favorável à Prisão em segunda instância no Brasil, em outubro de 2019[10]

## Fim da sucursal em São Paulo
Apenas dois meses após o lançamento do site, a sucursal em São Paulo demitiu todos os funcionários e foi fechada. Um dos jornalistas que trabalhou para a Vortex Media, Sérgio Spagnuolo, foi ao Twitter para falar da situação. De acordo com Spagnuolo, 11 jornalistas foram demitidos, além da equipe de dados e a de marketing. Spagnuolo também afirmou que Diego Escosteguy não tinha avisado os jornalistas previamente. Rebatendo as críticas, Escoteguy afirmou que os jornalistas seriam remunerados pelo tempo trabalhado na Vortex Media e que tinha marcado uma visita até a sucursal para dar satisfações aos jornalistas.